# Alkali Ike and the Hypnotist
Alkali Ike and the Hypnotist è un cortometraggio muto del 1913 scritto, prodotto e diretto da Gilbert M. 'Broncho Billy' Anderson.

## Trama
Alkali Ike, di nascosto dalla moglie Sophie, va a vedere uno spettacolo del professor Hippy al teatro dell'Opera. Hippy è un ipnotizzatore e sceglie Alkali come oggetto di un esperimento di ipnosi. Sarà solo l'intervento della moglie a liberare Alkali dall'influsso del professore, un influsso che gli fa commettere tutta una serie di atti stravaganti e imbarazzanti.

## Produzione
Il film fu prodotto dalla Essanay Film Manufacturing Company. Venne girato a Niles. Gilbert M. 'Broncho Billy' Anderson, fondatore della casa di produzione Essanay (che aveva la sua sede a Chicago), aveva individuato nella cittadina californiana di Niles il luogo ideale per trasferirvi una sede distaccata della casa madre. Niles diventò, così, il set dei numerosi western prodotti da Anderson.

## Distribuzione
Distribuito dalla General Film Company, il film - un cortometraggio in una bobina - uscì nelle sale cinematografiche USA il 21 giugno 1913.